# Hyon Lee
Hyon Lee es un deportista estadounidense que compitió en taekwondo. Ganó una medalla de bronce en el Campeonato Mundial de Taekwondo de 1993 y una medalla de plata en el Campeonato Panamericano de Taekwondo de 1990.

## Palmarés internacional
| Campeonato Mundial      | Campeonato Mundial          | Campeonato Mundial | Campeonato Mundial |
| Año                     | Lugar                       | Medalla            | Categoría          |
| ----------------------- | --------------------------- | ------------------ | ------------------ |
| 1993                    | Nueva York (Estados Unidos) | Medalla de bronce  | –54 kg             |
| Campeonato Panamericano |                             |                    |                    |
| Año                     | Lugar                       | Medalla            | Categoría          |
| 1990                    | Bayamón (Puerto Rico)       | Medalla de plata   | –54 kg             |